# Galaxy Express 999 (phim)
Galaxy Express 999 (銀河鉄道９９９ Ginga tetsudō 999) là một bộ phim anime Nhật Bản năm 1979 do Rintaro đạo diễn, dựa trên manga cùng tên.

## Diễn viên
- Nozawa Masako trong vai Hoshino Tetsuro
- Ikeda Masako trong vai Maetel
- Asagami Yōko trong vai Claire
- Kimotsuki Kenta trong vai Nhạc trưởng
- Inoue Makio trong vai Thuyền trưởng Harlock
- Tajima Reiko trong vai Queen Emeraldas
- Toyama Takashi trong vai Ōyama Tochirō
- Ohara Noriko trong vai Crown
- Shibata Hidekatsu trong vai Machinery Earl
- Huatulco Fujita trong vai Shadow
- Saikachi Ryūji trong vai Tavern of the master
- Tsuboi Akiko trong vai Mẹ của Tetsuo
- Naya Goro trong vai Dr. Pan

## Sản xuất
Bộ phim là một bản làm lại đặc biệt năm đầu tiên của các tập phổ biến nhất của sê-ri truyền hình Galaxy Express 999 của Toei Animation.

## Phát hành
Galaxy Express 999 được phát hành tại Nhật Bản vào ngày 4 tháng 8 năm 1979, do công ty Toei phân phối và phát triển. Đây là bộ phim có doanh thu cao nhất năm 1979 tại Nhật Bản. Bộ phim đã được New World Pictures của Roger Corman chọn để phân phối tại Hoa Kỳ vào năm 1980. Bộ phim là bộ anime đầu tiên nhận được phân phối tại các sân khấu ở Hoa Kỳ sau khi nổi lên phong trào anime fandom ở các nước Phương Tây. Bộ phim được công chiếu tại Mỹ vào ngày 8 tháng 8 năm 1981. Phiên bản phim của Mỹ đã được chỉnh sửa từ 129 phút thành 91 phút và đổi tên nhân vật như Hoshino Tetsuro thành Joey "Hana-cana-boba-camanda" Smith.
Một đĩa DVD tiếng Anh của Galaxy Express 999 được phát hành vào ngày 28 tháng 6 năm 2011.

## Văn phong
Galaxy Express 999 là bộ phim có doanh thu cao thứ tư trong năm 1979 ở Nhật Bản, thu được  yên Nhật1.65 tỷ ($7.612 triệu).

## Tiếp nhận
Tại Giải Viện Hàn lâm Nhật Bản lần 3 vào năm 1980, Galaxy Express 999 đạt giải Nổi bật cho phim.
Variety gọi bộ phim là một "tính năng khoa học viễn tưởng thu hút người xem của Nhật Bản", nhưng ghi chú rằng "hoạt động ở định dạng hoạt ảnh giới hạn, nhược điểm chính trong đó là chuyển động hạn chế [...], bộ phim mang theo một màu sắc tinh tú, thiết kế phức tạp. Một khi người ta quen với việc thiếu chất lỏng, hoạt ảnh đầy đủ, hình ảnh giàu trí tưởng tượng và "pic đó xứng đáng có một góc nhìn thứ hai".

## Hậu quả và ảnh hưởng
Bộ phim tiếp theo Adieu Galaxy Express 999 được phát hành năm 1981.